# 卓越先生 (泰瑞·斯隆)
泰瑞·斯隆（英語：Terry Sloane）或稱作卓越先生，是一名DC漫畫旗下的虛構超級英雄，最初登場於《動感漫畫》#1（1942年1月），由查爾斯·賴森施泰因（Charles Reizenstein）與哈爾·夏普（Hal Sharp）創作。他是初代卓越先生，在年幼時期便表現出各方面都相當優秀的神童；該角曾作為美國正義協會及全明星中隊的成員。

## 人物
泰瑞·斯隆是一個富翁，他具有攝影記憶（驚人的記憶力）、奧運水準的體能且精通武術，使他成為了一名現代博學家。在13歲從大學畢業後，泰瑞在商業領域上取得了崇高的地位。在20歲出頭時，完成了所有目標的他失去了能追求的挑戰，導致泰瑞打算走向自殺。但當看見一名年輕女子打算從橋上跳下來時，泰瑞馬上上前將其救下。那名女子的名字是汪達·威爾森（Wanda Wilson），同時也得知她的兄弟落入了一個青少年犯罪組織的手中，這使泰瑞戴著面具幫助了她的兄弟；為此，他成為了受到眾人崇拜的「卓越先生」，並創立了「公平競爭俱樂部」（Fair Play Club），以阻止不斷增長的青少年犯罪。
之後，擁有「千人之人」（The Man of 1,000 Talents）外號的泰瑞開始當起打擊犯罪的蒙面超級英雄。他時常穿著一件綠色外衣及紅色套裝與面具，綠色外衣上的「公平競爭」（Fair Play）徽章向他人宣示自己的座右銘。成名後的泰瑞成為了美國正義協會的預備成員，並參與在1940年代的兩次冒險。泰瑞也是全明星中隊的正式成員，最後於1951年與同齡成員一同退役。
當泰瑞再次展開打擊犯罪的生涯後，也取得了美國正義協會正式成員的身份。他也現身於《正義聯盟第一年》（Justice League Year One）；在外星Apellaxian軍隊敗陣後，於黑鷹島的英雄聚會上，能看見泰瑞被幻影女郎照顧著。
在泰瑞退休後，他發現了勁敵死靈王，但最後卻因對方黃金時代閃電俠的身體而遭殺害。

### 死後
泰瑞在他的死後透過時間旅行再度現身，並曾與繼任者麥可·霍特相遇。他也在漫畫《審判日》中登場。內容描述一群英雄試圖闖入天堂，以說服吉姆·柯瑞根取回幽靈的衣缽，這也讓泰瑞和其他死去的英雄為此相聚了一會。
而當反派皮爾·德加頓於1951年對美國正義協會發動攻擊時，泰瑞再次與霍特聯手；過程中，霍特更加地瞭解到斯隆家族的歷史。
在《極黑之夜》交叉期間，泰瑞被復活成為黑燈軍團的成員。他是多位與美國正義協會有所關聯的黑燈之一，並對現今紐約市的美國正義協會展開攻擊。最後，泰瑞的屍體被現任卓越先生霍特創造的特殊裝置摧毀。

### 新52

《Earth 2》#0（2012年9月）封面的Mr. 8／泰瑞·斯隆，由伊邦·瑞斯和喬·普拉多（Joe Prado）繪製。

2011年9月，新52重啟了DC的連載。在該時間線中，泰瑞·斯隆（Terry Sloan，字尾沒有「e」）在重新設定於地球-2。在他被傳送到地球-2之後，他攻擊了地球-0（截至2011年的主要DC宇宙）的恐懼先生麥可·霍特。在2012年聖地牙哥國際動漫展上，官方證實泰瑞將作為地球-2的恐懼先生。
在《Earth 2》第0期中透露，泰瑞·斯隆為地球-2的原始八名超級英雄之一，是個被稱為Mr. 8的超智能特工，在他摧毀了天啟星軍隊入侵的地區後墮落，並成為該世界最惡劣的超級反派。

## 能力
泰瑞·斯隆本身並未擁有超能力，但他具備了大師級的武術技能和奧運選手級的體能。他還擁有攝影記憶，這讓他迅速記住重要的線索和訊息。

## 外部連結
- Mr. Terrificat Don Markstein's Toonopedia（英语：Don Markstein's Toonopedia）. Archived 2016-03-10 at WebCite from the original on 2016-03-10.
- JSA Fact File: Mister Terrific I （页面存档备份，存于）
- Earth-2 Mister Terrific Index